# La Colonia (Mendoza)
La Colonia es una localidad del departamento Junín, en la provincia de Mendoza, Argentina. 
Es el asentamiento urbano más grande del departamento.

## Geografía

### Población
Contaba con 9,282 habitantes (Indec, 2001), lo que representa un incremento del 37,4% frente a los 6,757 habitantes (Indec, 1991) del censo anterior. En el año 2010 la población había trepado a los 10.052 habitantes (INDEC, 2010). Junto con la localidad de San Martín, forma un aglomerado llamado San Martín - La Colonia, siendo el 3° centro urbano más poblado de la provincia.

#### Barrios
- Barrio Urban Junín

- Barrio Santa Rita

- Barrio Los Almendros

- Barrio AMSA

- Barrio San Gabriel

- Barrio La Colonia 1

- Barrio La Colonia 2

- Barrio Gran Capitán

- Barrio Oliva

- Barrio UTMA

- Barrio Citón

### Sismicidad
La sismicidad del área de Cuyo (centro oeste de Argentina) es frecuente y de intensidad baja, y un silencio sísmico de terremotos medios a graves cada 20 años.
Sismo de 1861:Aunque dicha actividad geológica catastrófica, ocurre desde épocas prehistóricas, el terremoto del 20 de marzo de 1861 (163 años) señaló un hito importante dentro de la historia de eventos sísmicos argentinos ya que fue el más fuerte registrado y documentado en el país. A partir del mismo la política de los sucesivos gobiernos mendocinos y municipales han ido extremando cuidados y restringiendo los códigos de construcción. Y con el terremoto de San Juan de 1944 del 15 de enero de 1944 (81 años) el gobierno sanjuanino tomó estado de la enorme gravedad sísmica de la región.
Sismo del sur de Mendoza de 1929: Muy grave, y al no haber desarrollado ninguna medida preventiva, mató a 30 habitantes
Sismo de 1985: Fue otro episodio grave, de 9 segundos de duración, llegó a derrumbar el viejo Hospital del Carmen (Godoy Cruz).

## Educación

### Escuelas Primarias
- 1-063 María Magdalena Tissera de Guevara

- 1-427 Tomas Prisco

- 1-663 Docentes Jubilados del Este

### Escuelas Secundarias
- 4-168 Prof. María Eugenia Trossero

### Escuelas Adultos
- 3-420 (CENS) (Ctro.Adulto)